# Universidad Católica Andrés Bello
Universidad Católica Andrés Bello (UCAB) (ang.: Andrés Bello Catholic University) – prywatny, katolicki uniwersytet w Wenezueli, założony w 1953 przez jezuitów.

## Historia
Universidad Católica Andrés Bello założony został 24 października 1953 na mocy nowego prawa oświatowego ogłoszonego w tym samym roku przez prezydenta Marcosa Péreza Jiméneza.
Celem uczelni jest konsolidacja moralnego i duchowego wychowania młodzieży, mająca na uwadze wartość i godność człowieka, uszlachetnione przez chrześcijaństwo, których wspólny wysiłek ma prowadzić do racjonalnego rozwoju obywateli. Misją uniwersytetu katolickiego jest zrozumienie kontekstu geopolitycznego, czasu historycznego i wymagań współczesnego Kościoła.

## Rektorzy
- Carlos Guillermo Plaza (1953–1955)
- Pedro Pablo Barnola (1955–1959)
- Carlosa Reyna (1959–1969)
- Pío Bello (1969–1972)
- inż. Guido Arnal (1972–1990)
- Luis Ugalde (1990–2010)
- Francisco José Virtuoso (od 2010)[2]

## Edukacja
Główna siedziba znajduje się w Caracas, uniwersytet posiada też wydziały w czterech kampusach na terenie kraju: Los Teques, Ciudad Guayana i Coro.
Wydziały obejmują ekonomię i nauki społeczne, nauki humanistyczne, medycynę, inżynierię, teologię i prawo. Wszystkie wydziały oferują również kształcenie podyplomowe. W 2013 roku uniwersytet otworzył swoją nową bibliotekę, której celem jest dostarczanie najwyższej jakości usług dla wykładowców i studentów, w tym Centrum Kultury i Zasobów dla Nauki i Badań (Centro Cultural y de Recursos para el Aprendizaje y la Investigación) (CeCRAI). Uczelnia oferuje również kursy kształcenia na odległość on-line.